# OBS 경인투데이
《OBS 경인투데이》는 OBS경인TV에서 매주 평일에 방송했던 경기 인천 지역 낮 종합 뉴스 프로그램이었다.

## 프로그램 소개
OBS를 대표하는 경기 인천 지역 낮 종합 뉴스

## 방송 시간

### 평일
| 방송 채널 | 방송 기간                          | 방송 시간                                 | 방송 분량 |
| --------- | ---------------------------------- | ----------------------------------------- | --------- |
| OBS경인TV | 2007년 12월 28일 ~ 2009년 4월 3일  | 매주 평일 오후 12시 ~ 오후 12시 15분      | 15분      |
| OBS경인TV | 2009년 4월 8일 ~ 2009년 7월 3일    | 매주 평일 오후 12시 55분 ~ 오후 1시 10분  | 15분      |
| OBS경인TV | 2009년 7월 6일 ~ 2009년 11월 6일   | 매주 평일 오전 11시 50분 ~ 오후 12시 5분  | 15분      |
| OBS경인TV | 2010년 4월 26일 ~ 2010년 11월 5일  | 매주 평일 오전 11시 50분 ~ 오후 12시 5분  | 15분      |
| OBS경인TV | 2009년 11월 9일 ~ 2010년 4월 23일  | 매주 평일 오전 11시 55분 ~ 오후 12시 10분 | 15분      |
| OBS경인TV | 2010년 11월 8일 ~ 2013년 4월 12일  | 매주 평일 오전 11시 55분 ~ 오후 12시 10분 | 15분      |
| OBS경인TV | 2013년 4월 15일 ~ 2015년 9월 11일  | 매주 평일 오전 11시 45분 ~ 오후 12시 5분  | 20분      |
| OBS경인TV | 2016년 4월 25일 ~ 2019년 10월 25일 | 매주 평일 오전 11시 45분 ~ 오후 12시 5분  | 20분      |
| OBS경인TV | 2015년 9월 14일 ~ 2016년 4월 22일  | 매주 평일 오전 11시 40분 ~ 오후 12시      | 20분      |
| OBS경인TV | 2022년 6월 6일 ~ 2023년 3월 24일   | 매주 평일 오전 11시 40분 ~ 오후 12시      | 20분      |
| OBS경인TV | 2019년 10월 28일 ~ 2022년 6월 3일  | 매주 평일 오전 11시 30분 ~ 오전 11시 50분 | 20분      |

### 주말
| 방송 채널 | 방송 기간                        | 방송 시간                                | 방송 분량 |
| --------- | -------------------------------- | ---------------------------------------- | --------- |
| OBS경인TV | 2008년 1월 5일 ~ 2009년 4월 5일  | 매주 주말 오후 12시 ~ 오후 12시 10분     | 10분      |
| OBS경인TV | 2009년 4월 11일 ~ 2009년 7월 5일 | 매주 주말 오후 12시 55분 ~ 오후 1시 5분  | 10분      |
| OBS경인TV | 일자 미상 ~ 2012년 일자 미상     | 매주 주말 오전 11시 55분 ~ 오후 12시 5분 | 10분      |

## 앵커

### 평일
| 대수 | 진행자          | 진행 기간                           | 비고   |
| ---- | --------------- | ----------------------------------- | ------ |
| 1대  | 이상희 아나운서 | 2007년 12월 28일 ~ 2013년 일자 미상 |        |
| 2대  | 유영선 아나운서 | 2013년 일자 미상 ~ 2017년 일자 미상 |        |
| 3대  | 이상희 아나운서 | 2017년 일자 미상 ~ 2019년 5월 24일  | [ 4 ]  |
| 4대  | 김준호 아나운서 | 2019년 5월 27일 ~ 2020년 4월 24일   |        |
| 5대  | 유진영 아나운서 | 2020년 4월 27일 ~ 2021년 10월 29일  |        |
| 6대  | 유영선 아나운서 | 2021년 11월 1일 ~ 2022년 6월 3일    | [ 8 ]  |
| 7대  | 이상희 아나운서 | 2022년 6월 6일 ~ 2023년 3월 17일    | [ 10 ] |
| 8대  | 정다영 아나운서 | 2023년 3월 20일 ~ 2023년 3월 24일   |        |

### 주말
| 대수 | 진행자             | 진행 기간                    | 비고 |
| ---- | ------------------ | ---------------------------- | ---- |
| 1대  | 유형서 前 아나운서 | 2008년 1월 2일 ~ 일자 미상   |      |
| 2대  | 강미정 前 아나운서 | 일자 미상 ~ 2012년 일자 미상 |      |

## 타이틀 변천사
| 기수 | 프로그램 타이틀 | 방송 기간                          |
| ---- | --------------- | ---------------------------------- |
| 1기  | OBS 뉴스 1200   | 2007년 12월 28일 ~ 2008년 2월 28일 |
| 2기  | OBS 뉴스 1300   | 2008년 2월 29일 ~ 2009년 7월 5일   |
| 3기  | OBS 경인투데이  | 2009년 7월 6일 ~ 2023년 3월 26일   |